# La profanazione
La profanazione è un film del 1974 diretto da Tiziano Longo.